# Curling la Jocurile Olimpice de iarnă din 2018
Probele sportive de curling la Jocurile Olimpice de iarnă din 2018 s-au desfășurat în perioada 14-22 februarie 2018 la Pyeongchang, Coreea de Sud, la Centrul de curling Gangneung. A fost a șaptea oară când curlingul s-a aflat în programul olimpic. În turneul masculin cât și în cel feminin au concurat 10 națiuni.

## Sumar medalii

### Clasament pe țări
| Loc   | Țară                             | Aur | Argint | Bronz | Total |
| ----- | -------------------------------- | --- | ------ | ----- | ----- |
| 1     | Suedia (SWE)                     | 1   | 1      | 0     | 2     |
| 2     | Canada (CAN)                     | 1   | 0      | 0     | 1     |
| 2     | Statele Unite ale Americii (USA) | 1   | 0      | 0     | 1     |
| 4     | Elveția (SUI)                    | 0   | 1      | 1     | 2     |
| 5     | Coreea de Sud (KOR)              | 0   | 1      | 0     | 1     |
| 6     | Japonia (JPN)                    | 0   | 0      | 1     | 1     |
| 6     | Norvegia (NOR)                   | 0   | 0      | 1     | 1     |
| Total | Total                            | 3   | 3      | 3     | 9     |

### Probe sportive
| Turneu           | Aur | Argint                                                                                          | Bronz                                                                                              |
| Masculin detalii | Statele Unite ale Americii (USA) · John Shuster · Tyler George · Matt Hamilton · John Landsteiner · Joe Polo | Suedia (SWE) · Niklas Edin · Oskar Eriksson · Rasmus Wranå · Christoffer Sundgren · Henrik Leek | Elveția (SUI) · Benoît Schwarz · Claudio Pätz · Peter de Cruz · Valentin Tanner · Dominik Märki    |
| Feminin detalii  | Suedia (SWE) · Anna Hasselborg · Sara McManus · Agnes Knochenhauer · Sofia Mabergs · Jennie Wåhlin           | Coreea de Sud (KOR) · Kim Eun-jung · Kim Kyeong-ae · Kim Seon-yeong · Kim Yeong-mi · Kim Cho-hi | Japonia (JPN) · Satsuki Fujisawa · Chinami Yoshida · Yumi Suzuki · Yurika Yoshida · Mari Motohashi |
| Mixt detalii     | Canada (CAN) · Kaitlyn Lawes · John Morris                                                                   | Elveția (SUI) · Jenny Perret · Martin Rios                                                      | Norvegia (NOR) · Kristin Skaslien · Magnus Nedregotten                                             |

Note
1. ^ Sportivii Olimpici ai Rusiei au câștigat medalia de bronz, dar au fost descalificați după ce Alexander Krushelnitskiy a fost testat pozitiv pentru meldonium.[2]